# Вінтроп (Арканзас)
Вінтроп (англ. Winthrop) — місто (англ. city) в США, в окрузі Літтл-Рівер штату Арканзас. Населення — 116 осіб (2020).

## Географія
Вінтроп розташований за координатами 33°49′51″ пн. ш. 94°21′15″ зх. д. / 33.83083° пн. ш. 94.35417° зх. д. (33.830765, -94.354252).  За даними Бюро перепису населення США в 2010 році місто мало площу 2,79 км², уся площа — суходіл.

## Демографія
Згідно з переписом 2010 року, у місті мешкали 192 особи в 77 домогосподарствах у складі 58 родин. Густота населення становила 69 осіб/км².  Було 87 помешкань (31/км²). 
Расовий склад населення:
| - 91,7 % — білих - 2,1 % — чорних або афроамериканців - 1,6 % — корінних американців - 0,5 % — вихідців з тихоокеанських островів |

До двох чи більше рас належало 4,2 %. Іспаномовні складали 1,6 % від усіх жителів.
За віковим діапазоном населення розподілялося таким чином: 24,0 % — особи молодші 18 років, 61,9 % — особи у віці 18—64 років, 14,1 % — особи у віці 65 років та старші. Медіана віку мешканця становила 35,0 року. На 100 осіб жіночої статі у місті припадало 95,9 чоловіків;  на 100 жінок у віці від 18 років та старших — 84,8 чоловіків також старших 18 років.
Середній дохід на одне домашнє господарство  становив 55 569 доларів США (медіана — 51 250), а середній дохід на одну сім'ю — 62 867 доларів (медіана — 54 375). За межею бідності перебувало 27,5 % осіб, у тому числі 59,4 % дітей у віці до 18 років та 0,0 % осіб у віці 65 років та старших.
Цивільне працевлаштоване населення становило 37 осіб. Основні галузі зайнятості: транспорт — 27,0 %, виробництво — 27,0 %, роздрібна торгівля — 10,8 %, будівництво — 10,8 %.
За даними перепису населення 2000 року у Вінтропі проживало 186 осіб, 52 родини, налічувалося 71 домашнє господарство і 83 житлових будинки. Середня густота населення становила близько 2 осіб на один квадратний кілометр. Расовий склад Вінтропа за даними перепису розподілився таким чином: 90,86% білих, 2,69% — чорних або афроамериканців, 2,69% — корінних американців, 3,23% — представників змішаних рас, 0,54% — інших народів. іспаномовні склали 2,15% від усіх жителів міста.
З 71 домашніх господарств в 32,4% — виховували дітей віком до 18 років, 69,0% представляли собою подружні пари, які спільно проживали, в 2,8% сімей жінки проживали без чоловіків, 25,4% не мали сімей. 25,4% від загального числа сімей на момент перепису жили самостійно, при цьому 14,1% склали самотні літні люди у віці 65 років та старше. Середній розмір домашнього господарства склав 2,62 особи, а середній розмір родини — 3,13 особи.
Населення міста за віковим діапазоном за даними перепису 2000 року розподілилося таким чином: 28,0% — жителі молодше 18 років, 8,6% — між 18 і 24 роками, 29,0% — від 25 до 44 років, 24,2% — від 45 до 64 років і 10,2% — у віці 65 років та старше. Середній вік мешканця склав 32 роки. На кожні 100 жінок у Вінтропі припадало 95,8 чоловіків, у віці від 18 років та старше — 100,0 чоловіків також старше 18 років.
Середній дохід на одне домашнє господарство в місті склав 25 313 доларів США, а середній дохід на одну сім'ю — 31 094 долара. При цьому чоловіки мали середній дохід в 22 188 доларів США на рік проти 17 917 доларів середньорічного доходу у жінок. Дохід на душу населення в місті склав 13 474 долари на рік. 14,3% від усього числа сімей в населеному пункті і 16,7% від усієї чисельності населення перебувало на момент перепису населення за межею бідності, при цьому 15,6% з них були молодші 18 років і 9,1% — у віці 65 років та старше.